# Escândalo das escutas
O escândalo das escutas ilegais ou escândalo das escutas (na Colômbia conhecido como Escándalo de las chuzadas) foi o processo judicial que encerrou com o Departamento Administrativo de Segurança (DAS). Esta entidade era um departamento direto do Presidente da República e tinha a missão de zelar pela segurança nacional do país. Em fevereiro de 2009, descobriu-se que o órgão estava executando uma operação ilegal de espionagem ordenada pelo governo de Álvaro Uribe Vélez (2002-2010) principalmente contra os Tribunais Superiores, jornalistas independentes, políticos da oposição e defensores de direitos humanos. Naquela época, o Departamento Administrativo de Segurança e outros funcionários do Executivo, supostamente em colaboração com organizações paramilitares governamentais, realizaram uma série de interceptações telefônicas e rastreamentos ilegais sem autorização judicial como forma de intimidação e/ou monitoramento.
Entre 2010 e 2015, cerca de 20 pessoas foram condenadas pelas escutas do DAS. As autoridades identificaram cerca de 68 possíveis autores de interceptações e monitoramentos ilegais.